# La hija del capitán (novela)
La hija del capitán es una novela histórica escrita por el autor ruso Aleksandr Pushkin que fue publicada originalmente en 1836 en el cuarto número de la revista literaria El Contemporáneo. La obra es una narración ficticia de la Rebelión de Pugachov en 1773 y 1774.

## Resumen del argumento
Piotr Andréievich Griniov, el único hijo vivo de un exoficial del ejército, cuando cumple 16 años es enviado por su padre a Oremburgo para que realice servicio militar. Durante el viaje, se pierde durante una tormenta, pero es rescatado por un hombre misterioso al cual le da, como muestra de agradecimiento, un abrigo de piel de liebre.
Al llegar a Oremburgo, Piotr se reporta a su oficial, quien lo asigna a la fortaleza de Belogorsk al comando del capitán Iván Mirónov. La fortaleza en realidad consiste de un pequeño cercado alrededor de una villa y la esposa del capitán, Vasilisa, es realmente la persona al mando. Piotr se hace amigo de Alekséi Ivánich Shvabrin, un compañero oficial de unos treinta años, quien ha sido enviado a la fortaleza por haber matado a un oponente en un duelo. Cuando Piotr es invitado a comer a la casa de los Mirónov, conoce a la hija del capitán, María Ivánovna y se enamora de ella. Esto le causa problemas con Shvabrin, quien había sido rechazado por ella. Cuando este insulta el honor de María, Piotr y Shvabrin se baten y el primero resulta herido. Después de recuperarse, le pide a su padre permiso para casarse con María, pero le es negado.
Poco después, la fortaleza es asediada por Yemelián Pugachov, quien dice ser el emperador fallecido Pedro III. Los soldados cosacos de la fortaleza se pasan al bando de Pugachov, quien toma control del lugar fácilmente. Cuando Pugachov exige que el capitán jure lealtad a él, éste se rehúsa y el rebelde hace que lo ahorquen y mata a su esposa. Cuando llega el turno de Piotr de ser juzgado, Shvabrin cambia de bando y le sugiere a Pugachov que lo ahorque. Sin embargo, le perdona la vida ya que Pugachov resulta ser el hombre que lo había ayudado durante la tormenta y reconoce a Piotr y le agradece por el abrigo.
La noche siguiente, Piotr y Pugachov se reúnen en privado y el rebelde queda impresionado por la sinceridad e insistencia de Piotr en no servirle, por lo que decide liberarlo y permitirle ir a Oremburgo y decirle al gobernador que va a atacar la ciudad. La fortaleza de Belogorsk queda bajo el comando de Shvabrin, quien aprovecha para tratar de obligar a María a casarse con él. Cuando Piotr se da cuenta de esto, regresa rápidamente, pero es capturado. Sin embargo, cuando explica la situación a Pugachov, ambos marchan a la fortaleza y rescatan a María.
Piotr y María se dirigen a la casa de su padre, pero son interceptados por el ejército imperial. El joven decide seguir con el ejército y envía a María a donde sus padres. Cuando la guerra se acerca a su fin y la derrota de Pugachov está cerca, Piotr es arrestado por su relación amistosa con el rebelde y por el testimonio de Shvabrin quien dice que el joven es un traidor. Piotr no se defiende, ya que eso implicaría llevar a María a la corte, por lo que recibe la pena de muerte, la cual es rebajada a cadena perpetua por la emperatriz Catalina II en consideración a su padre.
María, al darse cuenta de la sentencia, intuye los motivos de Piotr y viaja a San Petersburgo para rogar a la emperatriz por la libertad de su amado. En Tsárskoye Seló conoce a una dama de la corte y le da los detalles de su plan para ver a la princesa y las circunstancias del caso. Poco después, María recibe una invitación para ver a la emperatriz y se sorprende cuando se da cuenta de que era la dama a la que había visto antes. Catalina II está convencida de la inocencia de Piotr y ordena su liberación. El joven presencia la ejecución de Pugachov y la novela termina con su matrimonio con María.

## Adaptaciones
El compositor César Cui adaptó la novela en una ópera homónima en 1911. Asimismo, se han realizado varias adaptaciones cinematográficas: 
- La figlia del capitano (1947), dirigida por Mario Camerini y con Cesare Danova como Piotr y Irasema Dilián como María.
- La tempesta (1958), dirigida por Alberto Lattuada y con Geoffrey Horne como Piotr y Silvana Mangano como María.
- La hija del capitán (1958), dirigida por Vladímir Kaplunovski y con Oleg Strizhénov como Piotr y Iya Arépina como María.
- La hija del capitán (2000), dirigida por Aleksandr Proshkin y con Mateusz Damięcki como Piotr y Karolina Gruszka como María.